# Арахісове молоко
Арахісове молоко — це немолоковмісний напій, створений з арахісу та води. Варіанти рецептів включають сіль, підсолоджувачі та зерна. Він не містить лактози, тому підходить людям з непереносністю лактози. 
Подібно за виробництвом до мигдалевого молока, соєвого молока та рисового молока, арахіс подрібнюють, замочують, іноді нагрівають, а потім фільтрують через тонкий фільтр: отримана рідина вважається «молоком». 

## Історія
Найбільш раннє відоме виробництво арахісового молока було інками в 17 столітті. Альмеда Ламберт опублікувала рецепт в 1899 році, а його використанню сприяв Джордж Вашингтон Карвер з 1919 року.  

## Потенційне використання проти недоїдання
Дослідники розробили вітамінно і мінерально збагачену дитячу суміш, яка використовувала арахісове молоко як джерело білка, жиру та калорій. 